# 细茎盆距兰
细茎盆距兰（学名：Gastrochilus intermedius）为兰科盆距兰属下的一个种。

## 扩展阅读
- 維基物種上的相關：细茎盆距兰